# الحويجة (حماة)
الحويجة قرية في منطقة الغاب التابعة لمحافظة حماة في سورية. تقع في شمال سهل الغاب.
يبلغ عدد سكان القرية 7000 نسمة حسب احصائية 2010 ويشتغل معظم سكان القرية في الزراعة وتشتهر بتربية الأسماك.